# Le Patrimoine en questions
Le Patrimoine en questions, sous-titré Anthologie pour un combat, est un essai publié en 2009 aux éditions du Seuil par Françoise Choay.

## Résumé
L'ouvrage est divisée en deux parties, une première partie intitulée Introduction synthétise différents aspects ou questions actuelles liées à la protection du patrimoine, la seconde constitue une anthologie d'auteurs et de textes importants pour la protection du patrimoine.

### Introduction
Monument et monument historique
« La différence et l'opposition entre les notions de monuments (sans qualificatif) et de monument historique ont été définies pour la première fois en 1903 par le grand historien de l'art Aloïs Riegl dans l'introduction du Projet de législation des monuments historiques dont l'avait chargé l'État autrichien. ». Un monument est ainsi un artéfact conçu par une communauté humaine afin de rappeler à la mémoire vivante, organique et affective de ses membres, des personnes, des événements, des croyances, des rites ou des règles sociales constitutifs de son identité. Le monument est un dispositif mémoriel « intentionnel ». Le monument historique, quant à lui, ne s'adresse pas à la mémoire vivante, il a été choisi dans un corpus d'édifices préexistants, en raison de sa valeur pour l'histoire et/ou de sa valeur esthétique.
Les deux étapes de la genèse du monument historique
Françoise Choay met en avant l'importance des deux révolutions culturelles, concepts empruntés à Eugenio Garin, constituées en premier par la Renaissance et en second par la révolution industrielle.
La Renaissance nait en Italie au XVe siècle d'un « relâchement » du théo-centrisme, comme l'appelle E. Garin, qui « marque l'émergence d'un regard neuf sur l'individu humain [...] désormais investi d'un pouvoir créateur ». « Jusqu'au XVIe siècle, l'intérêt des humanistes italiens se focalise sur les vestiges de l'Antiquité, en particulier romaine : leur valeur esthétique [...] est éclipsée par leur valeur historique. ». Malgré les protestations vigoureuses d'une poignée d'humanistes et d'artistes (Poggio Bracciolini, Flavio Biondo, Leon Battista Alberti...), l'intérêt passionné suscité par les édifices anciens n'entraîne qu'exceptionnellement une démarche conservatoire. Les monuments historiques sont désignés sous l'appellation d'« antiquités » étudiés par des érudits dénommés « antiquaires ». Les antiquaires anticipent les travaux des historiens, archéologues, historiens de l'art et ethnologues du XIXe siècle. C'est aussi à cette période que naissent les collections d'antiquités non bâties conservées dans des cabinets, ancêtres des musées nés au XVIIIe siècle.
La révolution industrielle nait en Angleterre durant le dernier quart du XVIIIe siècle. Les destructions et le bouleversement des territoires sont porteurs de nostalgie et induisent une prise de conscience réactionnelle qui expliquent en partie l'institutionnalisation de la conservation physique réelle des « antiquités », promues « monuments historiques ».
La conservation prévoit deux instruments spécifiques, une juridiction et la restauration. Dans le domaine des législations, il y a lieu de noter l'empirisme de l'Angleterre, le soubassement théorique des pays germaniques et la dimension technique de la législation italienne dont la loi de 1902 sulla conservazione di monumenti e degli ogetti d'arte due à Camillo Boito est la plus avancée d'Europe. On doit aux Anglais la promotion des architectures domestiques et vernaculaires (John Ruskin) et la prise en compte de l'architecture industrielle et aux Italiens la prise en compte globale des villes anciennes (Gustavo Giovannoni). Quant au domaine de la restauration, on voit a priori s'opposer deux camps, l'un interventionniste représenté par Eugène Viollet-le-Duc et l'autre non-interventionniste représenté par John Ruskin. Le premier écrit « Restaurer un édifice [...], c'est le rétablir dans un état complet qui peut n'avoir jamais existé. », tandis que le second, Ruskin, considère les monuments du passé comme sacrés et intouchables. On doit signaler les positions d'Aloïs Riegl qui propose une interprétation relativiste de la restauration en montrant que « chaque cas s'inscrit dans une dialectique particulière des valeurs en jeu ».
La révolution électro-télématiquemondialisation et patrimoine
Muséification et marchandisation du patrimoine
Conclusionrésistance et combat
Partis pris et mode d'emploi de l'anthologie

### Anthologie
L'abbé Suger (1081-1151)
Mémoires sur la consécration de l'église de Saint-Denis et sur son administration abbatiale
État des lieux et leur réparation
Insuffisance de ces mesures. Comment en justifier de plus radicales ?
Premiers travaux
Utilisation de monuments antiques comme matériaux de construction
Portes et inscriptions commémoratives
Poggio Bracciolini, dit « Le Pogge » (1380-1459)
De l'inconstance de la Fortune (livre I : « Les ruines de Rome »)
Pie II Piccolomini (1405-1464)
Bulle Cum almam nostram urbem (28 avril 1462)
Baldassare Castiglione (1478-1529), Raffaello Sanzio, dit « Raphaël » (1483-1520), Léon X (1475-1521)
Lettre à Léon X
Bref de Léon X en faveur de Raphaël (27 août 1515)
Jacob Spon (1647-1685)
Voyage d'Italie, de Dalmatie, de Grèce et du Levant, fait aux années 1675 et 1676 par Jacob Spon, docteur-médecin agrégé à Lyon et Georges Wheler, gentilhomme anglais (tome I)
Bernard de Montfaucon (1655-1741)
L’Antiquité expliquée et représentée en figures (préface)
Aubin-Louis Millin (1759-1818)
Le Moniteur universel (11 décembre 1790)
Antiquités nationales ou recueil de monuments
Félix de Vicq d'Azyr (1748-1794)
Instruction sur la manière d'inventorier et de conserver, dans toute l'étendue de la République, tous les objets qui peuvent servir aux arts, aux sciences, et à l'enseignement, proposée par la Commission temporaire des arts, et adoptée par le Comité d'instruction publique de la Convention nationale
La notion de monument perçue par les correspondants de la Commission des travaux publics
Antoine-Chrysostome Quatremère de Quincy (1755-1849)
Considérations morales sur la destination des ouvrages de l'art
Victor Hugo (1802-1885)
« Guerre aux démolisseurs ! »
1825
1832
Notre-Dame de Paris « Ceci tuera cela »
Lettre au capitaine Butler,
John Ruskin (1819-1900)
Les sept lampes de l'architecture
Chapitre 6. « La lampe de la mémoire »
Chapitre 7. « La lampe d'obéissance »
« L'ouverture du Crystal Palace envisagée du point de vue de ses rapports avec l'avenir de l'art »
Les pierres de Venise « De la nature du gothique »
Karl Marx (1818-1883). Manifeste du Parti communiste
Eugène Viollet-le-Duc (1814-1879)
« Entretien et restauration des cathédrales de France »
Dictionnaire raisonné de l'architecture française du XIe au XVIe siècle. Article « Restauration »
Entretiens sur l'architecture
Aloïs Riegl (1858-1905)
Le culte moderne des monuments
Gustavo Giovannoni (1873-1947)
« L'urbanisme face aux villes anciennes »
« L'éclaircissage urbanistique des centres anciens »
« Reconstruction du centre ancien [de Rome] ou décentralisation »
La Conférence d'Athènes sur la conservation des monuments d'art et d'histoire (1931)
La conservation des monuments d'art et d'histoire
André Malraux (1901-1976)
Interventions d'André Malraux au Parlement
La Conférence de Venise sur la conservation des monuments et des sites de Venise (1964)
Charte internationale de Venise sur la conservation et la restauration des monuments et des sites
Unesco (1972-2008)
Convention pour la protection du patrimoine mondial, culturel et naturel (1972)
Critères pour l'évaluation de la valeur universelle exceptionnelle (2008)
L'avenir